# Gideon Jung
Gideon Jung est un footballeur allemand né le 12 septembre 1994 à Düsseldorf. Pouvant évoluer au poste de défenseur central ou de milieu défensif, il joue actuellement pour le Greuther Fürth.

## Biographie

### En équipe nationale
Jung dispute avec les espoirs le championnat d'Europe espoirs en 2017. Il joue quatre matchs lors de ce tournoi. L'Allemagne remporte la compétition en battant l'équipe d'Espagne en finale.

## Palmarès
Avec l'équipe d'Allemagne espoirs
- Vainqueur du championnat d'Europe espoirs en 2017

## Statistiques
Le tableau ci-dessous récapitule les statistiques de Gideon Jung lors de sa carrière en club :
| Saison                | Club                  | Championnat           | Championnat | Championnat | Coupe(s) nationale(s) | Coupe(s) nationale(s) | Total | Total |
| Saison                | Club                  | Division              | M.          | B.          | M.                    | B.                    | M.    | B.    |
| 2013-2014             | Rot-Weiss Oberhausen  | Regionalliga Ouest    | 22          | 1           | -                     | -                     | 22    | 1     |
| Sous-total            | Sous-total            | Sous-total            | 22          | 1           | 0                     | 0                     | 22    | 1     |
| 2014-2015             | Hambourg SV           | Bundesliga            | -           | -           | -                     | -                     | 0     | 0     |
| 2015-2016             | Hambourg SV           | Bundesliga            | 19          | 0           | 1                     | 0                     | 20    | 0     |
| 2016-2017             | Hambourg SV           | Bundesliga            | 29          | 0           | 4                     | 1                     | 33    | 1     |
| 2017-2018             | Hambourg SV           | Bundesliga            | 30          | 1           | 1                     | 0                     | 31    | 1     |
| 2018-2019             | Hambourg SV           | 2.Bundesliga          | 12          | 0           | 2                     | 0                     | 14    | 0     |
| 2019-2020             | Hambourg SV           | 2.Bundesliga          | 24          | 1           | 2                     | 0                     | 26    | 1     |
| 2020-2021             | Hambourg SV           | 2.Bundesliga          | 19          | 0           | 0                     | 0                     | 19    | 0     |
| Sous-total            | Sous-total            | Sous-total            | 133         | 3           | 10                    | 1                     | 143   | 4     |
| 2021-2022             | Greuther Fürth        | Bundesliga            | 5           | 0           | 1                     | 0                     | 6     | 0     |
| 2022-2023             | Greuther Fürth        | 2.Bundesliga          | 17          | 0           | -                     | -                     | 17    | 0     |
| 2023-2024             | Greuther Fürth        | 2.Bundesliga          | 15          | 1           | 2                     | 0                     | 17    | 1     |
| Sous-total            | Sous-total            | Sous-total            | 37          | 1           | 3                     | 0                     | 40    | 1     |
| Total sur la carrière | Total sur la carrière | Total sur la carrière | 192         | 4           | 13                    | 1                     | 205   | 5     |